# Munidopsis gibbosa
Munidopsis gibbosa is een tienpotigensoort uit de familie van de Munidopsidae. De wetenschappelijke naam van de soort is voor het eerst geldig gepubliceerd in 1978 door Baba.